# Eisenbahnunfall von Kuangxiang
Der Eisenbahnunfall von Kuangxiang (chinesisch 沪杭铁路列车相撞事故, jap. 上海列車事故, Shanghai Ressha Jiko, „Eisenbahnunfall von Shanghai“) war ein Frontalzusammenstoß zweier Personenzüge am 24. März 1988 im Bahnhof von Kuangxiang (chinesisch 匡巷站, Pinyin Kuāngxiàng Zhàn), einem Vorort von Shanghai. Mindestens 29 Menschen starben, 99 wurden verletzt. Unter den Opfern waren viele japanische Schüler. Der Unfall führte zu einer Schadensersatzklage japanischer Familien gegen die Chinesische Staatseisenbahn.

## Ausgangslage
In dieser Zeit stieg die Nachfrage im Bahnverkehr in China rapide an, weshalb die Eisenbahninfrastruktur rasch nachgerüstet wurde. Im Zuge dieser Nachrüstungen war es im Vorfeld bereits zu Eisenbahnunfällen gekommen. Aufgrund dessen musste nach dem Eisenbahnunfall von Qiewu vom 24. Januar 1988, bei dem 88 Menschen starben, auf Beschluss des Nationalen Volkskongresses vom 12. März 1988 der Eisenbahnminister Ding Guangen (丁关根,  Dīng Guāngēn, 1929–2012) zurücktreten. Zudem verfügte die Eisenbahn zu jener Zeit noch nicht über eine Zugbeeinflussung, die beim Überfahren eines „Halt“ zeigenden Signals eine Zwangsbremsung auslöste.
Der Zug Nr. 311 kam von Shanghai und fuhr in Richtung Hangzhou. In dem Zug reiste eine große Gruppe Schüler der Mittel- und Oberschule für Kunst in Kōchi, Japan. Sie bestand aus 179 Schülern in Begleitung ihrer Lehrer, eines Arztes und Reiseleitern des Reiseunternehmens Nihon Kōtsūsha (日本交通公社, heute: „JTB Corporation“), insgesamt 193 Personen. Die Reisegruppe setzte am Abend zum Hafen Ōsaka über und flog am folgenden Tag vom Flughafen Osaka-Itami zum Flughafen Shanghai-Hongqiao auf dem chinesischen Festland. Noch am gleichen Tag setzten sie die Reise vom Bahnhof Shanghai zu Besichtigungen nach Suzhou fort. Am Unfalltag bestieg die Reisegruppe um 13:20 Uhr Ortszeit im Bahnhof von Suzhou den Schnellzug Nr. 311, der sie nach Nanjing bringen sollte. Im Kopfbahnhof Shanghai West wechselte er die Fahrtrichtung, wozu die Lokomotive ab- und am bisherigen Ende des Zuges wieder angekoppelt wurde, sodass der Zug nach Nanxiang ausfahren konnte.
In der Gegenrichtung fuhr der Schnellzug Nr. 208 von Changsha nach Shanghai.

## Unfallhergang
Zug Nr. 311 fuhr dann weiter in Richtung Hangzhou. Im Bahnhof Kuangxiang überfuhr er das „Halt“ zeigende Ausfahrsignal und kollidierte um 15:20 Uhr noch in der Bahnhofsausfahrt frontal mit dem entgegenkommenden Zug aus Changsha.

## Folgen

### Unmittelbare Folgen
Bei dem Unfall starben mindestens 29 Menschen, mindestens 99 wurden darüber hinaus verletzt. Ein erheblicher Teil derjenigen, die starben oder verletzt wurden, gehörte der japanischen Reisegruppe an:
27 Schüler und ein Lehrer, Tetsuo Kawazoe, ein Kendō-Meister und zweimaliger Gewinner der Alljapanischen Kendō-Meisterschaften (全日本剣道選手権大会), aus der japanischen Reisegruppe starben unmittelbar am Unfallort. Ein Schüler erlag zwei Tage später seinen Verletzungen. Zu den chinesischen Unfallopfern wurden keine Zahlen veröffentlicht. Die japanischen Überlebenden des Unfalls reisten am 26. März von Shanghai mit einem Charterflug zurück zum Flughafen Kōchi. Einen weiteren Tag später wurden auch die Leichen der Opfer mit einem Charterflug nach Kōchi zurückgebracht.

### Entschädigung
Zunächst war eine Verhandlung zwischen Japan und China über eine Entschädigung für März 1989 vorgesehen. Da die Preisniveaus in China und Japan damals stark voneinander abwichen, bestanden auf chinesischer Seite Bedenken, dass die Höhe der Entschädigungszahlungen gegenüber den japanischen Hinterbliebenen sehr viel höher ausfallen könnte als gegenüber den chinesischen Hinterbliebenen. Anlässlich eines Chinabesuches des japanischen Premierministers Noboru Takeshita im August 1988 erklärte der chinesische Premierminister Li Peng, dass er bemüht sei, die unterschiedlichen Ansichten über die Entschädigung in China und Japan zu verstehen, dass aber eine Entschädigung auf japanischem Niveau nicht möglich sei.
Das japanische Außenministerium betrachtete den Unfall zunächst als zivilrechtliches Problem, das zwischen China und den Hinterbliebenen bestand, und versagte aufgrund befürchteter politischer und wirtschaftlicher Verwicklungen eine direkte Unterstützung. Da die Reise von einem Reiseunternehmen durchgeführt wurde, blieb für die Hinterbliebenen nur eine Entschädigung aus der Versicherung für Überseereisen des Reiseveranstalters.
Auf japanischer Seite betrachtete man die Stellungnahme des chinesischen Premierministers Li Peng zunächst als eine Einmischung der chinesischen Regierung in eine zivilrechtliche Angelegenheit. Der damalige japanische Verkehrsminister Shintarō Ishihara hob darauf hervor, dass es scheine, als wolle China nach Angaben der Rechtsanwälte der Hinterbliebenen die Sache unter den vorgeschobenen Vorbehalten beilegen. Damit werde sich das Bild von China in Japan verschlechtern. Zudem forderte er, dass die chinesische Regierung aus dem Gewinn, den sie aus dem Verkauf japanischer Immobilien im früheren Mandschukuo erlangt hatte, die Entschädigung zahlen solle.
In dieser Ausgangslage fand eine erste Verhandlung zwischen China und Japan über die Entschädigungssumme statt, in der Japan 50 Mio. Yen forderte, China jedoch auf umgerechnet 1,1 Mio. Yen bestand. Die Senkung der Entschädigungszahlung auf 21 Mio. Yen wurde von China mit einem Gegenangebot von 2,2 Mio. Yen beantwortet. Am 26. Februar 1989 stimmten die Parteien einer Entschädigung zu. Sie soll – ohne dass es eine offizielle Verlautbarung dazu gibt – zwischen 40 und 55 Mio. Yen gelegen haben.
Aus der Versicherung des Reiseveranstalters erhielten die Hinterbliebenen der verstorbenen Schüler ebenfalls eine Entschädigungssumme in Höhe von 40 Mio. Yen. Die Schule übersandte den Hinterbliebenen am 27. Dezember 1988 eine Mitteilung, dass sie von Rechtswegen keine Verantwortung am Unfall trage und zahlte acht Mio. Yen Entschädigung, worin zwei Mio. Yen als Geldgeschenk für die Anteilnahme am Unglück enthalten waren. 1990 wurde auf dem Schulgelände eine Gedenktafel für die Verunglückten angebracht, doch einige Hinterbliebene lehnten die Angabe des Namens ab. Die Schule übergab 21 Jahre nach dem Unfall im März 2009 den Abschlussbericht an die Hinterbliebenen.